# Belgrandiella parreyssii
Belgrandiella parreyssii is een slakkensoort uit de familie van de Hydrobiidae. De wetenschappelijke naam van de soort is voor het eerst geldig gepubliceerd in 1841 door L. Pfeiffer.